# الدوري الإسباني الدرجة الثانية ب 2013–14
الدوري الإسباني الدرجة الثانية بي 2013–14 (بالإسبانية: Segunda División B de España 2013-14)‏ هو الموسم 37 من الدوري الإسباني الدرجة الثانية بي. أقيم خلال الفترة 25 أغسطس 2013 وحتى 11 مايو 2014، وأشرف على تنظيمه الاتحاد الملكي الإسباني لكرة القدم، وكان عدد الأندية المشاركة فيه 79، وفاز فيه نادي ألباسيتي.